# Wiesensteig
Wiesensteig – miasto w Niemczech, w kraju związkowym Badenia-Wirtembergia, w rejencji Stuttgart, w regionie Stuttgart, w powiecie Göppingen, siedziba związku gmin Oberes Filstal. Leży w Jurze Szwabskiej, nad rzeką Fils, ok. 15 km na południe od Göppingen, przy autostradzie A8.
Z Wiesensteig pochodzi Franz Xaver Messerschmidt, niemiecko-austriacki rzeźbiarz.